# Mouseville Records
Mouseville Records är ett svenskt skivbolag som drivs av Eric Prydz. Musiken som släpps på skivbolaget är Erics egen under aliaset Cirez D. Eric driver även skivbolagen Pryda och Pryda Friends.

## Diskografi
- Mouseville 001: Control Freak (Eric Prydz production), 2004
- Mouseville 001RMX: Control Freak (remixes), 2005
- Mouseville 002: Knockout, 2005
- Mouseville 003: Re-Match, 2005
- Mouseville 004: Punch Drunk, 2006
- Mouseville 005: Mouseville Theme, 2006